# Yên Hòa (phường)
Yên Hòa là một phường thuộc thành phố Hà Nội, Việt Nam.

## Địa lý
Phường Yên Hòa có vị trí địa lý:
- Phía Đông tiếp giáp phường Láng (ranh giới đi dọc theo sông Tô Lịch)
- Phía Tây tiếp giáp các phường Từ Liêm, Đại Mỗ (ranh giới đi theo đường Phạm Hùng - Khuất Duy Tiến)
- Phía Nam tiếp giáp phường Thanh Xuân (ranh giới đi theo đường Lê Văn Lương - đường Hoàng Minh Giám - phố Hoàng Ngân)
- Phía Bắc tiếp giáp phường Cầu Giấy (ranh giới đi theo đường Dương Đình Nghệ - giao thông quy hoạch)

## Lịch sử
Ngày 22 tháng 11 năm 1996, Chính phủ ban hành Nghị định số 74-CP về việc:
- Thành lập quận Cầu Giấy thuộc thành phố Hà Nội.
- Thành lập phường Yên Hòa thuộc quận Cầu Giấy trên cơ sở 207,2 ha diện tích tự nhiên và 9.204 nhân khẩu xã Yên Hòa thuộc huyện Từ Liêm.

Tính đến ngày 31/12/2024, phường Yên Hòa có diện tích 2,07 km² và quy mô dân số là 43.568 người.
Ngày 16 tháng 6 năm 2025, Quốc hội Việt Nam quyết định sắp xếp một phần diện tích tự nhiên, quy mô dân số của các phường Mễ Trì (Nam Từ Liêm cũ), Nhân Chính (Thanh Xuân cũ), Trung Hòa và phường Yên Hòa (quận Cầu Giấy cũ) thành phường mới có tên gọi là phường Yên Hòa.

## Xã hội
- Khu chung cư Home City có 3 lối vào: 177 Trung Kính, Nguyễn Chánh, Mạc Thái Tổ
- Trường Tiểu học An Hòa: Số 32, ngõ 381 Nguyễn Khang
- Trường Tiểu học Yên Hòa: Số 108 phố Hạ Yên Quyết
- Trường THCS Yên Hòa: Số 226 Trung Kính
- Trường THPT Yên Hòa: Số 251 Đường Nguyễn Khang
- Trường Mầm Non Yên Hòa: Số 106 phố Hạ Yên Quyết
- Chung cư Thăng Long Tower: Số 33 Phố Mạc Thái Tổ
- Trường THCS Cầu Giấy: Ngõ 33 Phố Mạc Thái Tổ)
- Tòa nhà Richy Tower: Ngõ 33 Phố Mạc Thái Tổ
- Tòa nhà Kiểm toán Nhà nước: Số 116 Nguyễn Chánh
- VPI Tower: Số 167 Trung Kính
- PVI Tower: Số 1 Phạm Văn Bạch
- Tòa nhà Viện Kiểm sát Nhân dân tối cao: Số 9 Phạm Văn Bạch
- Khu chung cư Chelsea Park (Số 116 Trung Kính)
- Khu chung cư Chelsea Residences: Số 48 Phố Trần Kim Xuyến
- Khu chung cư Yên Hòa Condominium: Tổ 14 Ngõ 259 Phố Yên Hòa
- Chung cư Cảnh sát 113: Số 3 Phố Nguyễn Như Uyên
- Central Point (Central Field): Số 219 Trung Kính
- Tòa nhà Housing: Số 299 Trung Kính
- Tòa nhà Cục Viễn thông: Số 68 Dương Đình Nghệ
- Tòa nhà Thanh tra Chính phủ: Số 20 đường Hoàng Quán Chi
- Tòa nhà Trung tâm báo chí học đường: D29 khu đô thị mới Cầu Giấy.
- Trường Đại học Lao động - Xã hội: 43 Trần Duy Hưng
- Vincom Center Trần Duy Hưng: 117 Trần Duy Hưng
- GO Trần Duy Hưng: 220 Trần Duy Hưng
- Grand Plaza Hotel Hà Nội: 119 Trần Duy Hưng

## Giao thông
- Phạm Văn Bạch
- Nguyễn Thị Duệ (ngõ 219 Trung Kính)
- Nguyễn Như Uyên (ngõ 299 Trung Kính)
- Mạc Thái Tổ
- Phố Dương Đình Nghệ
- Phố Hoa Bằng
- Phố Hạ Yên Quyết
- Phố Nguyễn Chánh
- Đường Nguyễn Khang
- Phố Trần Kim Xuyến
- Phố Trần Thái Tông
- Phố Trung Hòa
- Phố Trung Kính
- Phố Vũ Phạm Hàm
- Phố Yên Hòa.